# Staurochilus
Staurochilus es un género de orquídeas epifitas originarias desde India a Malasia. Comprende 20 especies descritas y de estas, solo 14 aceptadas.

## Taxonomía
El género fue descrito por Henry Nicholas Ridley y publicado en Journal of the Linnean Society, Botany 32: 351. 1896.

## Especies aceptadas
A continuación se brinda un listado de las especies del género Staurochilus aceptadas hasta marzo de 2013, ordenadas alfabéticamente. Para cada una se indica el nombre binomial seguido del autor, abreviado según las convenciones y usos.
- Staurochilus agusanensis (Ames & Quisumb.) Fessel & Lückel
- Staurochilus dawsonianus (Rchb.f.) Schltr.
- Staurochilus fasciatus (Rchb.f.) Ridl.
- Staurochilus gibbosicalcar Seidenf.
- Staurochilus guibertii (Linden & Rchb.f.) Christenson
- Staurochilus intermedius (L.O.Williams) Fessel & Lückel
- Staurochilus ionosmus (Lindl.) Schltr.
- Staurochilus leytensis (Ames) Christenson
- Staurochilus loherianus (Kraenzl.) Karas.
- Staurochilus luchuensis (Rolfe) Fukuy.
- Staurochilus luzonensis (Ames) Ames
- Staurochilus mimicus (L.O.Williams) Lubag-Arquiza & Christenson
- Staurochilus ramosus (Lindl.) Seidenf.
- Staurochilus tamesii (Quisumb. & C.Schweinf.) Fessel & Lückel